# بار بار ديكو
بار بار ديكو (بالهندية: Baar Baar Dekho)، (بالعربية: شاهد مرارا وتكرارا) هو فيلم رومنسي هندي صدر 2016 من إخراج نيتيا ميهرا ومن إنتاج Excel Entertainment وشركة دارما للإنتاج. يقوم سيدهارث مالهوترا وكاترينا كيف بالأدوار الرئيسية. تم إصدار الفيلم في الهند في 9 سبتمبر 2016.

## القصة
ديا كابور وجاي فارما حبيبان منذ الطفولة. جاي أستاذة رياضيات وديا فنانة. بينما تأمل جاي في الحصول على زمالة في جامعة كامبريدج، تتمنى ديا أن تتزوج هي وجاي. يوافق جاي على مضض على الزواج منها ولكنه يغير رأيه بسبب فكرة الوعود السبعة والطقوس العديدة، فضلاً عن الخوف من الطلاق. يحتج جاي على أن هذه الطقوس لا معنى لها ويتحدث سلبًا عن حفل زفافه. يخبر ديا أنه لديه خطط أخرى لمستقبله المشرق وقد لا تكون جزءًا منها. تبتعد حزينة. يسكر جاي ويغيب عن الوعي فقط ليستيقظ في تايلاند في شهر العسل. يكتشف أنه قد مر عشرة أيام منذ زواجه من ديا، لكنه لا يتذكر ذلك.
في عام 2018، يستيقظ جاي في كامبريدج، ليجد ديا على وشك ولادة طفلهما. يكتشف أنه قد مر عامان منذ زواجه، ويدرك أنه كان يسافر عبر الزمن وليس لديه سيطرة عليه.
في صباح اليوم التالي، يستيقظ جاي في عام 2034، وهو أستاذ في جامعة كامبريدج. لقد مرت ثمانية عشر عامًا منذ زواجه، لكن جاي يدرك برعب أن هذا هو اليوم الذي يتم فيه طلاقه من ديا. فيعود إلى المنزل حزينًا ويتوسل للعودة إلى الماضي لتصحيح الأمور.
يستيقظ جاي في اليوم التالي، في عام 2023، مدركًا أنه في الماضي، بعد سبع سنوات من زواجه. يوازن بين رعاية أسرته ومهنته. ومع ذلك، يعطي جاي الأولوية للعمل وبدلاً من الذهاب إلى أول معرض فني لديا، يذهب إلى منزل صديقته شيترا لمساعدتها في انفصالها، حيث تحاول شيترا إغواء جاي. معتقدًا أنه سبب طلاقه، يعود جاي على عجل إلى المنزل، لكن عائلته غير سعيدة به.
يظل جاي مقتنعًا بأنه قد أصلح الأمور. في اليوم التالي، يستيقظ في عام 2047 ليجد نفسه في الستين من عمره. يكتشف أن والدته قد ماتت وأن الجميع تجمعوا لحضور جنازتها. بعد الجنازة، يشعر جاي بالصدمة لأنه وديا ما زالا مطلقين وأن ديا تزوجت مالك معرض الفنون نيكهيل خانا، الذي افتتح معرضها، والذي يتمتع بحب والدة جاي وأطفاله.
بعد أن أصيب جاي بالصدمة، صادف الكاهن الذي أجرى زواجه، والذي حذره من أهمية الوقت. يُمنح جاي فرصة أخرى لتصحيح الأمور حيث يعود إلى عام 2023 في الوقت المحدد لنفس اليوم، بعد سبع سنوات من زواجه. هذه المرة، يصحح الأمور. يقضي وقتًا مع أطفاله، ويقوم بعمله جيدًا ويجعل ديا تشعر بأنها مميزة، ويحضر معرضها الفني. في نهاية اليوم، جاي رجل سعيد.
يستيقظ جاي مرة أخرى في الحاضر، في اليوم التالي لمجادلته مع ديا حول حياته ومسيرته المهنية، وشرب الخمر، وبدأ الرحلة الذهنية الطويلة إلى مستقبله بينما. يعود جاي مسرعًا إلى ديا، ويستمتع بكل لحظة قضاها في الطريق، ويسعد أيضًا برؤية والدته مرة أخرى. يتصالح جاي مع ديا ويعدها بأن يكون وفيًا لها. وينتهي الفيلم بزواجهما ورقص الجميع.

## البطولة
- كاترينا كيف في دور ضياء كابور
- تونيشا شارما بدور يونغ ديا كابور
- سيدهارث مالهوترا بدور جاي فارما
- جيسون دسوزا في دور يونغ جاي
- ساياني جوبتا بدور شيترا
- كيرتي أداركار في دور سومان
- طه شاه بدور تارون بهالا
- روهان جوشي بدور راج
- راجيت كابور بدور بانديتجي (ظهور خاص)
- رام كابور بدور فينود كابور، والد ضياء
- ساريكا بدور فارشا فارما، والدة جاي
- ساجار آريا في دور نيخيل خانا، زوج ضياء الثاني في فيلم سريع

## الإنتاج
كان يدعى سابقا Kal Jisne Dekha (بالإنجليزية: What's Happening Tomorrow)‏ (بالعربية: ما الذي يحدث غدا).

## روابط خارجية
- بار بار ديكو على موقع IMDb (الإنجليزية)
- بار بار ديكو على موقع روتن توميتوز (الإنجليزية)
- بار بار ديكو على موقع قاعدة بيانات الأفلام العربية
- بار بار ديكو على موقع ألو سيني (الفرنسية)
- بار بار ديكو على موقع بوكس أوفيس موجو (الإنجليزية)
- بار بار ديكو على موقع فيلمافينيتي (الإسبانية)
- بار بار ديكو على موقع قاعدة بيانات الفيلم (الإنجليزية)
- بار بار ديكو على موقع ليتربوكسد (الإنجليزية)
- بار بار ديكو على موقع كينوبويسك (الروسية)